# Сайнясон, Тюммали
Тюммали Сайнясон (лаос. ຈູມມະລີ ໄຊຍະສອນ, род. 6 марта 1936, Аттапы, Французский Лаос) — лаосский государственный, политический и военный деятель. Президент Лаоса и генеральный секретарь ЦК Народно-революционной партии Лаоса в 2006-2016 годах. Генерал-лейтенант.
21 марта 2006 года на VIII съезде Народно-революционной партии был избран её генеральным секретарём. Прежде Тюммали Сайнясон был министром обороны и вице-президентом страны. 8 июня 2006 года был официально назначен президентом, заменив Кхамтая Сипхандона. Занимал пост лидера партии до X съезда партии, состоявшегося в январе 2016 года, где передал рукодство партии вице-президенту Буннянгу Ворачиту. 20 апреля 2016 года передал Ворачиту и высший государственный пост.

## Биография
Родился 6 марта 1936 года в городе Аттапы, Французский Лаос, в крестьянской семье. С 1954 года участвовал в гражданской войне. В 1955 году вступил в Народную партию (с 1972 — Народно-революционная партия).  Сайнясон вступил в Политбюро партии в 1991 году и занимал пост министра обороны с 1991 по 2001 год. Впоследствии он был третьим вице-президентом Лаоса с 2001 по 2006 год.
В марте 2011 года а 9-м съезде ЛПРП он был переизбран на должность генерального секретаря ЦК ЛПРП. В июне 2011 года на седьмом Национальном собрании он был переизбран президентом Лаоса. Он не добивался переизбрания в Центральный комитет ЛПРП на 10-м съезде ЛПРП в январе 2016 года, что указывало на его отставку. Его преемником стал Буннянг Ворачит, который был избран 22 января 2016 года.
4 апреля 2021 года Сайнясон и его семья находились на яхте в озере Нам Нгум. Тогда разразился шторм и перевернулось судно. Бывший президент выжил, но в результате инцидента погибло девять человек, в том числе его жена Кеосайчай Саясоне и сын.

## Интересные факты
Отличается тихим голосом. Свидетельство тому — смешной случай, когда делегация из Лаоса заглушила его речь хрустом печенья и обёртками конфет.